# 모멘트 문제
해석학에서, 모멘트 문제(moment問題, 영어: moment problem)는 어떤 값들이 분포의 모멘트가 될 수 있는지 및 모멘트로부터 분포를 재구성할 수 있는지 여부에 대한 문제이다.

## 정의
어떤 측도 공간 {\displaystyle X} 위에, 일련의 적분 가능 함수들의 집합 {\displaystyle \{u_{i}\}_{i\in I}\in L^{1}(X)}이 주어졌다고 하자. 그렇다면 모멘트 문제는 다음과 같은 일련의 문제들이다.
- (존재 문제) 임의의 수열 {\displaystyle \{m_{i}\}_{i\in I}}에 대하여, {\displaystyle \int _{X}u_{i}f=m_{i}\,\forall i\in I}인 {\displaystyle f}가 존재하는가?
- (유일성 문제) 임의의 수열 {\displaystyle \{m_{i}\}_{i\in I}}에 대하여, {\displaystyle \int _{X}u_{i}f=m_{i}\,\forall i\in I}인 {\displaystyle f}가 유일한가? 아니면, 이러한 {\displaystyle f}의 공간이 어떤 모양인가?

## 고전적 모멘트 문제
다음과 같은 특별한 모멘트 문제들은 이름이 붙어 있다.
- 함부르거 모멘트 문제(영어: Hamburger moment problem)는 {\displaystyle X=\mathbb {R} }이며 {\displaystyle u_{i}=x^{i}\qquad (i=0,1,2,\dots )}인 경우이다.
- 스틸티어스 모멘트 문제(영어: Stieltjes moment problem)는 {\displaystyle X=[0,\infty )}이며 {\displaystyle u_{i}=x^{i}\qquad (i=0,1,2,\dots )}인 경우이다.
- 하우스도르프 모멘트 문제(영어: Hausdorff moment problem)는 {\displaystyle X=[0,1]}이며 {\displaystyle u_{i}=x^{i}\qquad (i=0,1,2,\dots )}인 경우이다.

### 함부르거 문제
함부르거 모멘트 문제의 해는 다음과 같다.
존재 문제의 경우, 수열 {\displaystyle m_{i}}가 모멘트를 이룰 필요충분조건은 항켈 행렬의 열
{\displaystyle (H_{n})_{ij}=m_{i+j}\qquad (0\leq i,j\leq n-1)}
가 모든 {\displaystyle n}에 대하여 양의 준정부호이어야 한다는 것이다.
유일성 문제의 경우는 복잡하며, 칼레만 조건(영어: Carleman’s condition) 및 크레인 조건(영어: Krein’s condition)이라는 충분 조건이 알려져 있다.
칼레만 조건에 따르면, 만약 모멘트 {\displaystyle m_{i}}가
{\displaystyle \sum _{i=1}^{\infty }m_{2i}^{-1/2i}=+\infty }
라면, 모멘트 {\displaystyle m_{i}}에 대응하는 측도는 유일하다. 특히, 만약 짝수 차수 모멘트가
{\displaystyle m_{2i}\in {\mathcal {O}}((2i)!)}
이라면, 모멘트에 대응하는 측도는 유일하다.
크레인 조건에 따르면, 만약 모멘트 {\displaystyle m_{i}}를 갖는 함수 {\displaystyle f}가
{\displaystyle \int _{-\infty }^{\infty }-{\frac {\ln f(x)}{1+x^{2}}}\,dx<\infty }
를 만족시킨다면, 모멘트 {\displaystyle m_{i}}에 대응하는 측도는 유일하지 않다.

### 스틸티어스 문제
스틸티어스 모멘트 문제에서, 수열 {\displaystyle m_{i}}가 주어졌을 때 행렬
{\displaystyle \Delta _{n}={\begin{pmatrix}m_{0}&m_{1}&m_{2}&\cdots &m_{n}\\m_{1}&m_{2}&m_{3}&\cdots &m_{n+1}\\m_{2}&m_{3}&m_{4}&\cdots &m_{n+2}\\\vdots &\vdots &\vdots &\ddots &\vdots \\m_{n}&m_{n+1}&m_{n+2}&\cdots &m_{2n}\end{pmatrix}}}
{\displaystyle \Delta _{n}^{(1)}={\begin{pmatrix}m_{1}&m_{2}&m_{3}&\cdots &m_{n+1}\\m_{2}&m_{3}&m_{4}&\cdots &m_{n+2}\\m_{3}&m_{4}&m_{5}&\cdots &m_{n+3}\\\vdots &\vdots &\vdots &\ddots &\vdots \\m_{n+1}&m_{n+2}&m_{n+3}&\cdots &m_{2n+1}\end{pmatrix}}}
을 정의하자. 그렇다면, 다음이 성립한다.
- {\displaystyle m_{n}}이 어떤 분포의 모멘트를 이룰 필요충분조건은 모든 {\displaystyle n}에 대하여 {\displaystyle \det \Delta _{n}>0}이며 {\displaystyle \det \Delta _{n}^{(1)}>0}인 것이다.

유일성에 대하여, 여러 충분 조건이 존재한다. 함부르거 문제와 마찬가지로, 칼레만 조건에 따르면, 만약 모멘트 {\displaystyle m_{i}}가
{\displaystyle \sum _{i=1}^{\infty }m_{i}^{-1/2i}=+\infty }
라면, 모멘트 {\displaystyle m_{i}}에 대응하는 측도는 유일하다.
크레인 조건에 따르면, 만약 모멘트 {\displaystyle m_{i}}를 갖는 함수 {\displaystyle f}가
{\displaystyle \int _{0}^{\infty }-{\frac {{\sqrt {x}}\ln f(x)}{1+x}}\,dx<\infty }
를 만족시킨다면, 모멘트 {\displaystyle m_{i}}에 대응하는 측도는 유일하지 않다.

### 하우스도르프 문제
하우스도르프 모멘트 문제의 경우, 존재와 유일성은 다음과 같다.
수열 {\displaystyle m_{i}}가 어떤 측도의 모멘트일 필요충분조건은 모든 {\displaystyle n,k\geq 0}에 대하여
{\displaystyle (-1)^{k}(\Delta ^{k}m)_{n}\geq 0}
인 것이다. 여기서 {\displaystyle \Delta }는 수열의 차 연산자
{\displaystyle (\Delta m)_{i}=m_{i+1}-m_{i}}
이다.
모멘트가 주어지면 스톤-바이어슈트라스 정리에 의하여 이에 대응하는 분포는 유일하다.

## 체비쇼프-마르코프-크레인 부등식
체비쇼프-마르코프-크레인 부등식(영어: Chebyshev–Markov–Krein inequality)은 모멘트가 알려져 있는 함수 또는 측도의 적분의 최솟값 및 최댓값을 제시하는 정리이다.
{\displaystyle X}가 콤팩트 하우스도르프 공간이라고 하고, {\displaystyle \mu }가 {\displaystyle K} 위의 측도이며, {\displaystyle \mu (x)<\infty }라고 하자. {\displaystyle U\subset {\mathcal {C}}(K;\mathbb {R} )}가 임의의 유한 차원 실수 벡터 공간이라고 하자. 또한, {\displaystyle U}가 모든 {\displaystyle x\in X}에 대하여 {\displaystyle f(x)>0}인 함수 {\displaystyle f}를 적어도 한 개 포함한다고 하자.
{\displaystyle V(U,\mu )}가
{\displaystyle \int _{X}u\,d\mu =\int _{X}u\,d\nu \qquad \forall u\in U}
{\displaystyle \nu (X)<\infty }
인 측도 {\displaystyle \nu }들의 집합이라고 하자.
임의의 {\displaystyle f\in L^{1}(X,\mu ;\mathbb {R} )}에 대하여, 체비쇼프-마르코프-크레인 부등식은
{\displaystyle \left\{\nu \in V(U,\mu )\colon \int _{X}f\,d\nu \right\}}
의 상한과 하한에 대한 부등식이다.
이 경우, 다음이 성립한다.
{\displaystyle \inf _{\nu \in V(U,\mu )}\int _{X}f\,d\nu =\sup _{u\in U,\,u\leq f}\int _{X}u\,d\mu }
따라서, {\displaystyle \{\nu \in V(U,\mu )\colon \int _{X}f\,d\nu \}}의 상한·하한을 찾는 문제는
{\displaystyle \{\|u-f\|_{1}\colon u\in U\}}
의 최솟값을 찾는 문제와 동치이다. 임의의 {\displaystyle u_{0}\in U}에 대하여, 다음 두 조건이 서로 동치이다.
- {\displaystyle u_{0}}는 위 최솟값을 포화시키며, 모든 {\displaystyle x\in X}에 대하여 {\displaystyle u_{0}(x)\leq f(x)}이다.
- 다음 두 조건을 만족시키는 {\displaystyle x_{1},\dots ,x_{k}\in X} 및 양의 실수 {\displaystyle \lambda _{1},\dots ,\lambda _{k}\in \mathbb {R} ^{+}}가 존재한다 ({\displaystyle 1\leq k\leq \dim U}).
  - {\displaystyle f(x_{i})=u_{0}(x_{i})\qquad \forall i=1,\dots ,k}
  - {\displaystyle \textstyle \int _{X}u\,d\mu =\sum _{i=1}^{k}\lambda _{i}u(x_{i})\qquad \forall u\in U}

이러한 {\displaystyle \{(x_{i},\lambda _{i})\}_{i=1,\dots ,k}}를 찾았을 때, 다음이 성립한다.
{\displaystyle \inf _{v\in V(U,\mu )}\int _{X}f\,d\nu =\sum _{i=1}^{k}\lambda _{i}f(x_{i})}
또한, 이 하한을 포화시키는 측도 {\displaystyle \nu }는 다음과 같다.
{\displaystyle \nu _{\min }=\sum _{i=1}^{k}\lambda _{i}\delta _{x_{i}}}
여기서 {\displaystyle \delta _{x}}는 {\displaystyle x\in X}에서의 디랙 델타 측도이다. 즉,
{\displaystyle \delta _{x}(A)={\begin{cases}1&x\in A\\0&x\not \in A\end{cases}}}
이다.
마찬가지로, 상한을 찾으려면 {\displaystyle \int _{X}-f\,d\nu }의 하한을 찾으면 된다.

## 구간 위의 모멘트 문제
닫힌구간 {\displaystyle [a,b]} 위의 모멘트 문제를 생각하자. 만약 유한 차원 벡터 부분 공간 {\displaystyle T\subset {\mathcal {C}}^{0}([a,b];\mathbb {R} )}에 대하여, 임의의 {\displaystyle u\in T\setminus \{0\}}에 대하여 {\displaystyle u}가 {\displaystyle n}개 미만의 영점들을 갖는다면, {\displaystyle T}를 체비쇼프 공간(영어: Chebyshev space, T-space)이라고 하며, 그 기저를 체비쇼프 계(영어: Chebyshev system, 영어: T-system)라고 한다.
{\displaystyle [a,b]} 위의 체비쇼프 공간 {\displaystyle T}가 주어졌다고 하자. {\displaystyle [a,b]} 위의 유한 측도 {\displaystyle \mu }가, 임의의 {\displaystyle u\in T\setminus \{0\}}에 대하여 만약 {\displaystyle u(x)\geq 0\forall x\in [a,b]}이면 {\displaystyle \int u\,d\mu >0}이라고 하자. 그렇다면, {\displaystyle \mu }에 대하여,
{\displaystyle \int _{a}^{b}u\,d\mu =\int _{a}^{b}u\,d\nu \qquad \forall u\in T}
이며
{\displaystyle \nu =\sum _{i=1}^{n}a_{i}\delta (x_{i})\qquad (a\leq x_{1}<x_{2}<\cdots x_{n}\leq b)}
인 꼴의 측도 {\displaystyle \nu }가 정확히 두 개 존재하며, 두 개 가운데 하나는 {\displaystyle x_{n}=b}를 갖는다. 이를 {\displaystyle \mu _{\pm }}이라고 하며, {\displaystyle \mu }의 상·하 주표현(영어: upper/lower principal representation)이라고 한다. 임의의 {\displaystyle [a,b]} 위의 유한 측도 {\displaystyle \nu \in V(U,\mu )}에 대하여, 항상 다음과 같은 부등식이 성립한다.
{\displaystyle \int _{a}^{b}f\,d\mu _{-}\leq \int _{a}^{b}f\,d\mu \leq \int _{a}^{b}f\,d\mu _{+}}
즉, 상·하 주표현들은 체비쇼프 공간에 대한 모멘트 문제의 상·하한을 이룬다.

## 예
실수선 위의 함수
{\displaystyle f(x)=\exp(-(\ln x)^{2})}
를 생각하자. 이 함수의 모멘트는 모두 유한하다.
{\displaystyle \int _{-\infty }^{\infty }x^{n}f(x)\,dx={\begin{cases}2e^{(n+1)^{2}/4}{\sqrt {\pi }}&2\mid n\\0&2\nmid n\end{cases}}}
그러나 크레인 조건에 따라
{\displaystyle \int _{-\infty }^{\infty }{\frac {-\ln f(x)}{1+x^{2}}}\,dx=\int _{-\infty }^{\infty }{\frac {(\ln x)^{2}}{1+x^{2}}}\,dx=\pi ^{3}/4<\infty }
이므로, 이 함부르거 모멘트 문제는 유일하지 않다. 반대로, 칼레만 조건을 적용한다면, 짝수 차수 모멘트들은
{\displaystyle m_{2n}\sim \exp(n^{2})\gg (2n)!\sim \exp \left(2n\ln n+\cdots \right)}
이므로, 칼레만 조건을 통해 유일성을 보일 수 없다.

## 같이 보기
- 한켈 행렬
- 모멘트 (수학)

## 참고 문헌
- Pinkus, A.; J.M. Quesada (2012). “On Chebyshev–Markov–Krein inequalities” (PDF). 《Journal of Approximation Theory》 (영어) 164: 1262–1282. doi:10.1016/j.jat.2012.06.001. 2013년 10월 21일에 원본 문서 (PDF)에서 보존된 문서. 2015년 3월 2일에 확인함.
- Simon, Barry (1998년 7월 15일). “The classical moment problem as a self-adjoint finite difference operator”. 《Advances in Mathematics》 (영어) 137 (1): 82–203. arXiv:math-ph/9906008. Bibcode:1999math.ph...6008S. doi:10.1006/aima.1998.1728. ISSN 0001-8708. Zbl 0910.44004.